# Atanycolus hicoriae
Atanycolus hicoriae är en stekelart som beskrevs av Roy D. Shenefelt 1943. Atanycolus hicoriae ingår i släktet Atanycolus och familjen bracksteklar. Inga underarter finns listade.